# Quang Thập
Quang Thập là một nghệ sĩ nhân dân có họ tên là Nguyễn Văn Thập. NSND Quang Thập là một đạo diễn tài năng, nghệ sĩ sân khấu chèo, một nhà quản lý nổi tiếng trong làng chèo Việt Nam. Hiện ông là giám đốc nhà hát Chèo Ninh Bình.

## Tiểu sử
NSND Quang Thập nguyên có tên đầy đủ là Nguyễn Văn Thập, sinh ra và lớn lên tại Ninh Bình. Ông là diễn viên rồi giám đốc thuộc nhà hát Chèo Ninh Bình.

## Sự nghiệp
NSND Quang Thập gắn bó với nghệ thuật hát chèo từ năm 18 tuổi. Với một hình thể cân đối, phong cách, chững chạc, thông minh với giọng ca thiên phú, trầm hùng, hào sáng nên Quang Thập rất có duyên đóng các vai vua quan. Những ưu thế đó đã sớm lọt vào tầm ngắm của các đạo diễn, đặc biệt là khi dựng các vở chèo cổ.
Năm 1994 NSND Quang Thập được phân thủ vai ông Tham trong vở "Hoa khôi dạy chồng" do NSND Doãn Hoàng Giang chủ biên và đạo diễn. Đoàn văn công Ninh Bình (nay là Nhà hát Chèo Ninh Bình) đã đem vở diễn tham gia hội diễn sân khấu chuyên nghiệp các tỉnh đồng bằng sông Hồng lần thứ IV năm 1994. Trong vai ông Tham, Nguyễn Quang Thập đã được trao huy chương vàng.
Một năm sau, nghệ sĩ Quang Thập lại lập thêm kỳ tích mới, vào vai "vua Đinh" nhân vật chính trong vở "Nước mắt vua Đinh" của tác giả, tiến sĩ Trần Đình Ngôn, NSND Dương Ngọc Đức Đạo diễn. Tại hội diễn chuyên nghiệp toàn quốc năm 1995, vở "Nước mắt vua Đinh" và vai vua Đinh Tiên Hoàng do anh đảm nhiệm đã được tặng Huy chương vàng. 
Năm 2001, tại hội diễn sân khấu chuyên nghiệp toàn quốc, Quang Thập vào vai "phù thủy" trong vở chèo cổ Kim Nham do NSND Bùi Đắc Sử đạo diễn đạt giải cao, nghệ sĩ Quang Thập đã được Bộ Văn hoá- thông tin tặng bằng khen.
Từ năm 2001 đến năm 2008, Quang Thập được giao trọng trách làm đội trưởng đội diễn viên, rồi đi học khoa đạo diễn trường Đại học Sân khấu điện ảnh Hà Nội. Ra trường với tấm bằng loại ưu, được phân làm đạo diễn, rồi được giao làm Phó phòng nghệ thuật. 
Cuối năm 2008, nghệ sĩ Nguyễn Quang Thập được đề bạt làm Phó Giám đốc Nhà hát Chèo Ninh Bình. Năm 2012, nghệ sĩ Nguyễn Quang Thập được đề bạt làm Giám đốc Nhà hát Chèo Ninh Bình cho đến nay.
Trong dịp hướng tới kỷ niệm 1000 năm Thăng Long-Hà Nội, NSND Quang Thập đã huy động mọi nguồn lực, động viên tập thể nghệ sĩ, diễn viên, cán bộ công nhân viên nhà hát cùng đạo diễn, NSND Lê Hùng dàn dựng thành công vở chèo "Linh khí Hoa Lư". Tại hội diễn sân khấu chuyên nghiệp toàn quốc tổ chức tại Quảng Ninh cuối năm 2009, vở diễn "Linh khí Hoa Lư" đã được tặng huy chương vàng, cùng với 3 huy chương vàng, 3 huy chương bạc cho đạo diễn, diễn viên, nhạc công.
Đối với nghệ sĩ Quang Thập, tuổi đời, tuổi nghề còn khá trẻ nhưng đã sớm khẳng định mình trên nhiều lĩnh vực, được giới sân khấu và công chúng yêu nghệ thuật đánh giá cao.
Ngày 27/5/2012, tại Nhà hát Lớn Hà Nội, NSND Quang Thập đã được Chủ tịch nước Trương Tấn Sang trao tặng danh hiệu Nghệ sĩ ưu tú.
Tại cuộc thi tài năng trẻ đạo diễn sân khấu được tổ chức tại Thành phố Hồ Chí Minh, vở chèo "Tấm áo bào hoàng đế" của Nhà hát Chèo Ninh Bình đã về nhất; đạo diễn, NSND Quang Thập là một trong hai đạo diễn trẻ tài năng được hội thi tặng Huy chương vàng
Năm 2022, ông được xét tặng danh hiệu Nghệ sĩ nhân dân  và chính thức được Chủ tịch nước công nhận vào năm 2023.

## Thành tích
Cá nhân
- 5 huy chương vàng,[1]
- 1 bằng khen của Bộ Văn hoá- thông tin (nay là Bộ văn hoá, thể thao du lịch),
- 1 huy chương vàng cho vở diễn với vai trò chỉ đạo nghệ thuật,
- 2 lần được giải thưởng văn học nghệ thuật Trương Hán Siêu,
- 4 lần được Bộ Văn hoá thể thao du lịch và UBND tỉnh tặng Bằng khen, kỷ niệm chương vì sự nghiệp văn hoá, thể thao và du lịch.

Tập thểGiám đốc Nhà hát Chèo Ninh Bình
- Năm 2009, Tại Hội diễn sân khấu Chèo chuyên nghiệp toàn quốc - 2009 diễn ra ở Quảng Ninh[6] Nhà hát Chèo Ninh Bình giành Huy chương vàng vở diễn “Linh Khí Hoa Lư” (Cơ cấu giải hội diễn có 02 vở diễn đạt Huy chương vàng và 05 vở diễn đạt Huy chương bạc). Giải cá nhân có 03 Huy chương vàng (Thế Tưởng, Thanh Tú, Thanh Tuyền) và 03 Huy chương bạc (Bá Toản, Huyền Diệu, Quốc Trị). Xếp thứ 1/17 đoàn tham dự về số lượng huy chương.
- Năm 2013, Tại cuộc thi Nghệ thuật Sân khấu chèo chuyên nghiệp toàn quốc 2013 diễn ra ở Hải Phòng[7] Nhà hát Chèo Ninh Bình giành Huy chương bạc vở diễn “Tiếng hát đại ngàn”. Giải cá nhân có 03 Huy chương vàng (Huyền Diệu, Anh Tú, NSUT Mai Thủy) và 01 Huy chương bạc (Thanh Tuyền). Cơ cấu giải thưởng cuộc thi có tổng 03 vở diễn đạt HCV và 06 vở diễn đạt HCB, 42 HCV cá nhân, 68 HCB cá nhân. Xếp thứ 5/17 đoàn tham dự theo thành tích huy chương.[8]
- Năm 2014, Tại Cuộc thi tài năng trẻ diễn viên sân khấu Chèo chuyên nghiệp toàn quốc - 2014 Nhà hát Chèo Ninh Bình giành 2/6 Huy chương vàng (Phạm Thị Hiền vai Súy Vân và Nguyễn Thị Ngọc Anh vai Thị Kính); 2/11 Huy chương bạc (Trần Thị Diệu vai Nguyên phi Ỷ Lan và Đỗ Thị Lý vai Thị Nở).[9] Cùng với Nhà hát Chèo Việt Nam là 2 đơn vị về nhất theo thành tích huy chương với 2 HCV và 2 HCB.
- Năm 2016, Tại Cuộc thi Nghệ thuật sân khấu Chèo chuyên nghiệp toàn quốc năm 2016, Nhà hát Chèo Ninh Bình giành huy chương bạc vở "Lưu Bình trả nghĩa"; dành 3 huy chương vàng cá nhân cho các nghệ sĩ: NS Nguyễn Đình Anh và NSUT Trần Thị Diệu trong vở: "Lưu Bình trả nghĩa", NS Nguyễn Bá Toản trong vở: "Cỏ lạ đường thôn"; 6 huy chương bạc cá nhân cho nghệ sĩ nhân dân Mai Thủy, NS Nguyễn Ngọc Anh, NS Mai Hiên trong vở: "Cỏ lạ đường thôn"; NS Đỗ Thành, NS Đỗ Thị Lý và NS Lê Anh Tú trong vở: "Lưu Bình trả nghĩa".[10]
- Năm 2017, Cuộc thi Tài năng trẻ Diễn viên sân khấu Tuồng, Chèo chuyên nghiệp toàn quốc diễn ra ở Thanh Hóa, Chèo Ninh Bình xếp thứ 4 với 1 HCV của Nguyễn Thị Ngọc Anh và 2 HCB của Đỗ Thị Lý, Vũ Thị Thu Hương, đồng thời diễn viên Nguyễn Đoàn Thiên Sinh là 1 trong 2 thí sinh đạt giải diễn viên trẻ triển vọng của cuộc thi.
- Năm 2019, Tại Liên hoan sân khấu chèo toàn quốc diễn ra tại Bắc Giang, chèo Ninh Bình giành 4 huy chương vàng cá nhân (Thiên Sinh, Đình Anh, Đỗ Lý, Bá Toản) và 4 huy chương bạc, xếp thứ 12/16 đơn vị tham gia theo thành tích huy chương.
- Năm 2020, Tại Cuộc thi Tài năng trẻ diễn viên Chèo toàn quốc năm 2020 đã diễn ra tại Hà Nam, Nhà hát Chèo Ninh Bình đã xuất sắc giành 1 huy chương vàng cho Nguyễn Thị Tuyền); 3 huy chương bạc cho các nghệ sĩ trẻ: Ngọc Xuân, Vũ Thị Quỳnh, Dương Thị Hòa; Bằng khen có thành tích xuất sắc đào tạo diễn viên trẻ; Nguyễn Đoàn Thiên Sinh và 6 diễn viên khác giành giải triển vọng, xếp thứ ba các đoàn tham gia theo thành tích huy chương.

## Gia đình
- Con gái: Nguyễn Thị Ngọc Anh, sinh năm 1993. Tốt nghiệp lớp đào tạo diễn viên năng khiếu nghệ thuật Chèo khoá III của Nhà hát Chèo Ninh Bình (2011 - 2013).

- Huy chương vàng Cuộc thi "Tài năng trẻ diễn viên sân khấu Chèo chuyên nghiệp toàn quốc" năm 2014 với vai diễn Thị Kính trong một trích đoạn của vở chèo cổ "Quan Âm Thị Kính".
- Huy chương bạc vai Phó chủ tich Sen vở "Cỏ lạ đường thôn" Cuộc thi sân khấu Chèo chuyên nghiệp toàn quốc năm 2016.
- Huy chương vàng vai diễn "Đào Huế" (trích đoạn Tuần Ty - Đào Huế) - cuộc thi Tài năng Trẻ sân khấu Tuồng Chèo chuyên nghiệp toàn quốc 2017.
- Giải khuyến khích - Liên hoan tiếng hát truyền hình - Sao Mai Ninh Bình 2017.
- Con trai: Nguyễn Đoàn Thiên Sinh, Sinh năm 1999. Đã tốt nghiệp lớp đào tạo diễn viên năng khiếu nghệ thuật chèo khóa IV của Nhà hát Chèo Ninh Bình (2014 - 2016).